# Jan Walter (cichociemny)
Jan Wojciech Walter vel Jan Borzykowski, pseud.: Cyrkiel, Ekierka (ur. 12 lipca 1904 w Kielcach, zm. 19 lipca 1976 w Warszawie) – polski inżynier, kapitan saperów Wojska Polskiego, Polskich Sił Zbrojnych i Armii Krajowej, cichociemny.

## Życiorys
Urodził się w rodzinie Leonarda, konduktora kolejowego, i Wandy z Piotrowskich. Będąc uczniem Łukowskiej Szkoły Handlowej walczył w wojnie polsko-bolszewickiej, ochotniczo wstąpiwszy jako harcerz do Pogotowia Wojennego przydzielony do 4 pułku piechoty Legionów. Po ukończeniu Państwowego Gimnazjum im. Hetmana Stanisława Żółkiewskiego w Siedlcach i zdaniu matury w 1923 roku dostał się na Wydział Inżynierii Lądowej Politechniki Warszawskiej. Tytuł inżyniera uzyskał w 1927 roku. Po rocznej służbie w Szkole Podchorążych Rezerwy Saperów Kolejowych w Legionowie podjął pracę w Ministerstwie Spraw Wewnętrznych jako kreślarz. Od 1938 roku pracował w Wydziale Komunikacyjno-Budowlanym Komisariatu Rządu w Warszawie.
We wrześniu 1939 roku służył w Oddziale II Sztabu Naczelnego Wodzajako instruktor szkolenia saperskiego dla dywersji pozafrontowej. Przekroczył granicę polsko-rumuńską 18 września 1939 roku. Był internowany w Rumunii do 30 listopada 1939 roku. 5 grudnia dotarł do Francji, gdzie został skierowany do Centrum Wyszkolenia Saperów w Wersalu. Od marca 1940 roku służył w Samodzielnej Brygadzie Strzelców Podhalańskich. Brał udział w bitwie o Narwik na stanowisku dowódcy plutonu pionierów w kompanii sztabowej w 2 półbrygadzie. Po upadku Francji w czerwcu 1940 roku dostał się do Wielkiej Brytanii, gdzie przeszedł pod dowództwo brytyjskie, a następnie skierowano go do 1 Batalionu Strzelców Podhalańskich na stanowisko II adiutanta batalionu, a następnie dowódcy plutonu saperów.
Zgłosił się do służby w kraju. 15 kwietnia 1943 razem z por. rez. Adolfem Gałackim i ppor. rez. Lechem Buntkowskim został przeniesiony na Kurs Doskonalenia Administracji Wojskowej w charakterze słuchacza. Po przeszkoleniu w zakresie wywiadu został zaprzysiężony 15 grudnia 1943 roku w Oddziale VI Sztabu Naczelnego Wodza i przeniesiony do Głównej Bazy Przerzutowej w Brindisi we Włoszech. Zrzutu dokonano w nocy z 4 na 5 maja 1944 roku w ramach operacji „Weller 26” dowodzonej przez majora nawigatora Józefa Gryglewicza (zrzut na placówkę „Szczur” położoną w okolicach Bychawy). Po aklimatyzacji w Lublinie dostał przydział do Oddziału III Operacyjnego Komendy Okręgu Lublin AK na stanowisko szefa służb saperskich.
Po rozwiązaniu AK pozostał w konspiracji. Był przewidziany na szefa Oddziału II Informacyjno-Wywiadowczego Komendy Okręgu AK. 13 sierpnia 1945 roku zatrudnił się jako inżynier w DOKP w Lublinie, a od października pracował jako kreślarz w PKWN.
20 października 1945 roku został przypadkowo aresztowany przez UB. Przebywał w łagrach: Jogła w obwodzie nowogrodzkim i w okolicach Swierdłowska. 13 listopada 1947 roku wrócił do Polski. Później pracował kolejno: w Dyrekcji Budowy Osiedli Robotniczych (1948–1950, inspektor nadzoru budowlanego), w Zasadniczej Szkole Budowlanej dla Pracujących nr 2 (1950–1961, nauczyciel przedmiotów zawodowych, a później zastępca dyrektora), w Miejskim Przedsiębiorstwie Instalacyjnym (1961–1971), po czym przeszedł na emeryturę.
W latach 1970–1974 był prezesem Zespołu Cichociemnych w Warszawie. Pochowana na Cmentarzu Wojskowym na Powązkach (kwatera C32-4-6).
Z małżeństwa z Marią Dołęga-Zakrzewską (1904–1990) miał dwoje dzieci: Wandę (1932–1991) i Macieja (1938-2001).

## Awanse
- podporucznik – ze starszeństwem z dniem 1 stycznia 1931 i 85. lokatą w korpusie oficerów inżynierii i saperów[2]
- porucznik – ze starszeństwem z dniem 1 stycznia 1936 i 18. lokatą w korpusie oficerów inżynierii i saperów[2]
- kapitan – ze starszeństwem z dniem 5 maja 1944

## Ordery i odznaczenia
- Krzyż Srebrny Orderu Wojennego Virtuti Militari
- Krzyż Komandorski Orderu Odrodzenia Polski
- Złoty Krzyż Zasługi